# ヤンマー・TNVエンジン
ヤンマー・TNVエンジン（ -てぃーえぬぶいえんじん）とは、1999年（平成11年）よりヤンマーパワーテクノロジー（旧・ヤンマー）が製造しているエンジンの系統。

## 概要
TNVシリーズ1を除き、直噴式を採用した立形水冷・4ストローク・OHV式ディーゼルエンジンであり、主に産業用および同社の農業機械や除雪機などに搭載されている。
全種類が欧州連合（EU）ノンロードエンジン排出ガス（EU加盟国）規制に適応しており、TNVシリーズ1およびTNVシリーズ3がアメリカ合衆国環境保護庁（EPA）全米陸用エンジン排出ガス（3次・中間4次）規制に、TNVシリーズ2がEPA全米陸用エンジン排出ガス（中間4次、米国環境庁）規制にそれぞれ適応している。

## 形式名
※データは全て産業用のもの。

### TNVシリーズ1（特殊渦流式）
- 2TNV70 - 直列2気筒、総排気量：570 cc、最大出力（ps）：13.6 ps
- 3TNV70 - 直列3気筒、総排気量：850 cc、最大出力（ps）：21.8 ps
- 3TNV76 - 直列3気筒、総排気量：1,116 cc、最大出力（ps）：26.5 ps

### TNVシリーズ2（直噴式）
- 3TNV82A-B - 直列3気筒、総排気量：1,330 cc、最大出力（ps）：29.8 ps
- 3TNV84T-B - 直列3気筒、総排気量：1,496 cc、最大出力（ps）：39.6 ps ※ターボチャージャー付
- 3TNV88-B - 直列3気筒、総排気量：1,642 cc、最大出力（ps）：36.9 ps
- 4TNV84T-Z(-B) - 直列4気筒、総排気量：1995 cc、最大出力（ps）：56.0 ps ※ターボチャージャー付
- 4TNV88-B - 直列4気筒、総排気量：2,189 cc、最大出力（ps）：48.1 ps

### TNVシリーズ3（直噴・4弁[2]式）
- 4TNV94L-B - 直列4気筒、総排気量：3,053 cc、最大出力（ps）：48.4 ps
- 4TNV98-Z - 直列4気筒、総排気量：3,319 cc、最大出力（ps）：69.5 ps
- 4TNV98T-Z - 直列4気筒、総排気量：3,319 cc、最大出力（ps）：85.0 ps ※ターボチャージャー付